# Copa Mundial Femenina de Fútbol Sub-20 de 2010
La Copa Mundial Femenina Sub-20 de la FIFA Alemania 2010 (en alemán: FIFA U-20-Frauen-Weltmeisterschaft Deutschland 2010) fue la quinta edición de la Copa Mundial Femenina de Fútbol Sub-20 organizada por la FIFA. Esta versión del torneo se realizó del 13 de julio al 1 de agosto de 2010 en Alemania, con la participación de 16 selecciones nacionales. Solo fueron elegibles para el torneo futbolistas nacidas a partir del 1 de enero de 1990. 
Un total de 103 equipos participaron de la fase clasificatoria. De ellos, 15 accedieron a la cita mundialista, para la cual la selección de Alemania se encontraba clasificada por ser la anfitriona del certamen. Hicieron su primera participación los equipos de Colombia, Costa Rica, Ghana y Suecia. Entre las ausencias más destacadas, estuvieron las de Canadá y China, selecciones que en ediciones anteriores habían alcanzado a ser finalistas de la competición.
El seleccionado alemán se consagró campeón al superar en la final a Nigeria por 2-0, siendo el primer equipo en coronarse en su propio país. Significó la segunda estrella para el cuadro germano, que ya había ganado el certamen en 2004.

## Elección del país anfitrión
El 14 de marzo de 2008, la FIFA declaró oficialmente que Alemania era la elegida como sede para organizar el torneo. Desde esta edición, la Copa Mundial Femenina de Fútbol Sub-20 se organizará siempre en el país que un año después celebrará la Copa Mundial Femenina de mayores, algo que sucede en el fútbol masculino con la Copa FIFA Confederaciones. Fue la tercera vez que el país organizó una Copa del Mundo, después de las ediciones masculinas de 1974 y de 2006. Además, sirvió como previa a la Copa Mundial Femenina de 2011, que acabó realizándose en el mismo país.

## Organización

### Sedes
La Federación Alemana de Fútbol anunció el 14 de noviembre de 2008 que el torneo se llevaría a cabo en cuatro ciudades.
- Augsburgo: los partidos se jugaron en el Impuls Arena. En julio de 2009, se completó la futura casa del FC Augsburg que tiene una capacidad para 30.120 espectadores, todos ellos sentados. Seis partidos de la primera ronda y uno de cuartos de final se jugaron en esta sede.

- Bielefeld: El SchücoArena es el estadio del Arminia Bielefeld. Desde la última renovación en 2008, 27 300 espectadores pueden ver los partidos. En este estadio se celebraron seis partidos de la primera ronda, uno de cuartos de final, una semifinal, el partido por el tercer puesto y la gran final.

- Bochum: Con 23 000 asientos el Ruhrstadion será otra de las sedes del torneo. Se disputaron seis partidos de la primera ronda, uno de cuartos de final y una semifinal.

- Dresde: Esta sede cuenta con el estadio más grande del torneo, el Estadio Rudolf Harbig. El lugar de celebración del Dinamo Dresde tiene una capacidad para 32 066 espectadores. Se llevaron a cabo en Dresde seis partidos de la primera ronda y uno de cuartos de final.

| Alemania                                                        | Alemania                          | Alemania              |
| --------------------------------------------------------------- | --------------------------------- | --------------------- |
| Bielefeld                                                       | Augsburgo Bielefeld Bochum Dresde | Dresde                |
| Renania del Norte-Westfalia                                     | Augsburgo Bielefeld Bochum Dresde | Sajonia               |
| EstadioSchüco Árena                                             | Augsburgo Bielefeld Bochum Dresde | Estadio Rudolf Harbig |
| Capacidad: 27 300                                               | Augsburgo Bielefeld Bochum Dresde | Capacidad: 32 066     |
|                                                                 | Augsburgo Bielefeld Bochum Dresde |                       |
| Bochum                                                          | Augsburgo Bielefeld Bochum Dresde | Augsburgo             |
| Renania del Norte-Westfalia                                     | Augsburgo Bielefeld Bochum Dresde | Baviera               |
| Estadio de la Copa Mundial Femenina Sub-20 de la FIFA de Bochum | Augsburgo Bielefeld Bochum Dresde | Estadio WWK Árena     |
| Capacidad: 31 328                                               | Augsburgo Bielefeld Bochum Dresde | Capacidad: 30 120     |
|                                                                 | Augsburgo Bielefeld Bochum Dresde |                       |

### Lista de árbitras
AFC
- Etsuko Fukano
- Hong Eun-ah

CAF
- Mercy Tagoe

Concacaf
- Carol Anne Chenard

Conmebol
- Silvia Reyes

UEFA
- Dagmar Damková
- Cristina Dorcioman
- Florence Guillemin
- Alexandra Ihringova
- Jenny Palmqvist
- Christina Pedersen
- Karolina Radzik-Johan
- Bibiana Steinhaus

## Símbolos

### Emblema
El logotipo del torneo fue presentado el 24 de septiembre de 2009 en el SchücoArena de la ciudad de Bielefeld. El mismo muestra a una futbolista que recoge la pelota en el aire y lanza a portería. Alemania, como país Anfitrión, está simbolizado por sus colores nacionales (negro, rojo y oro).

El póster oficial, presentado el 17 de mayo, muestra un cometa ascendente en forma de balón con rostro de mujer y una cola dorada. Fue presentado 58 días antes de que comenzara el torneo en la sede de la Asociación Alemana de Fútbol.

### Balón oficial
La pelota oficial de la Copa Mundial es del modelo Jabulani, fabricado por la marca alemana Adidas. La pelota tiene 11 colores distintos que representan los 11 jugadores y los 11 idiomas oficiales de Sudáfrica, país en donde se desarrolló la Copa Mundial de Fútbol de 2010.
Sus especificaciones técnicas son las siguientes:
|                    | Normas aprobadas por la FIFA standard | Mediciones de Jabulani |
| ------------------ | ------------------------------------- | ---------------------- |
| Circunferencia     | 69.0 ± 0.5 cm                         | 69.0 ± 0.2 cm          |
| Diámetro           | ≤ 1.5% diferencia                     | ≤ 1.0% diferencia      |
| Absorción de agua  | ≤ 10% aumento de peso                 | ~ 0% aumento de peso   |
| Peso               | 420 - 445 g                           | 440 ± 0.2 g            |
| Prueba de rebote   | ≤ 10 cm                               | ≤ 6 cm                 |
| Pérdida de presión | ≤ 20%                                 | ≤ 10%                  |

## Formato de competición

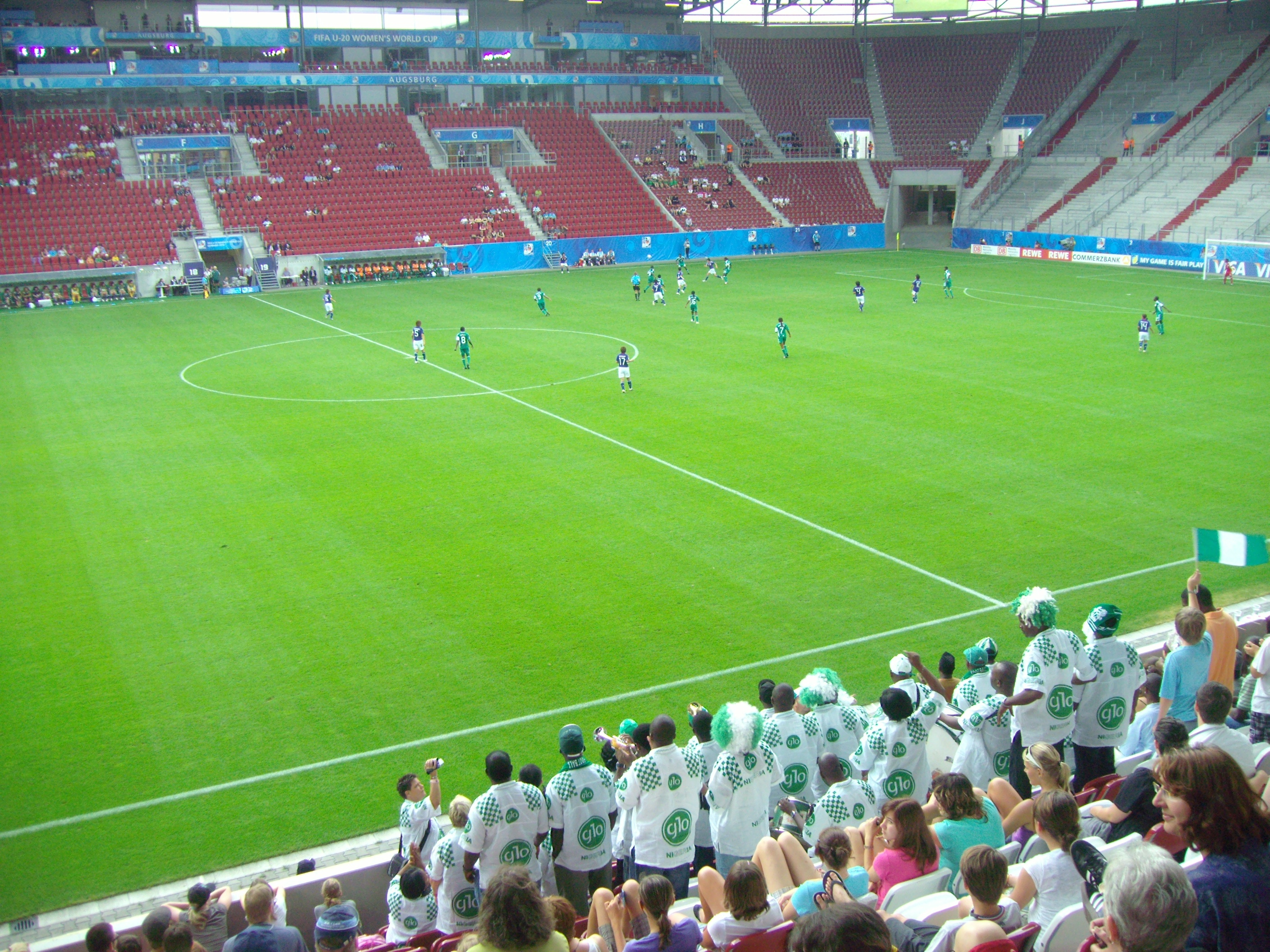
Hinchada nigeriana con sus clásicas trompetas.

Los 16 equipos que participan en la fase final se dividen en cuatro grupos de cuatro equipos cada uno. Dentro de cada grupo se enfrentan una vez entre sí, mediante el sistema de todos contra todos. Según el resultado de cada partido se otorgan tres puntos al ganador, un punto a cada equipo en caso de empate, y ninguno al perdedor.
Pasan a la siguiente ronda los dos equipos de cada grupo mejor ubicados en la tabla de posiciones final. El orden de clasificación se determina teniendo en cuenta los siguientes criterios, en orden de preferencia:
1. El mayor número de puntos obtenidos.
2. La mayor diferencia de goles.
3. El mayor número de goles a favor.

Si dos o más equipos quedan igualados según las pautas anteriores, sus posiciones se determinarán mediante los siguientes criterios, en orden de preferencia:
1. El mayor número de puntos obtenidos en los partidos entre los equipos en cuestión.
2. La mayor diferencia de goles en esos mismos enfrentamientos.
3. El mayor número de goles anotados por cada equipo en los partidos disputados entre sí.
4. Sorteo del comité organizador de la Copa Mundial.

La segunda ronda incluye todas las fases desde los cuartos de final hasta la final. El ganador de cada partido pasa a la siguiente fase y el perdedor queda eliminado. Los equipos perdedores de las semifinales juegan un partido por el tercer puesto. En el partido final, el ganador obtiene el trofeo de la Copa Mundial Femenina Sub-20.
En todas las instancias finales, si el partido termina empatado se juega un tiempo suplementario. Si el resultado sigue igualado tras la prórroga, se define con tiros desde el punto penal.

## Equipos participantes
En total, fueron 16 equipos de las 6 confederaciones afiliadas a la FIFA los que tomaron parte en la Copa Mundial Femenina de Fútbol Sub-20. Además del anfitrión Alemania, 15 equipos clasificaron a la fase final través de los diferentes torneos continentales. La distribución de los cupos se mantuvo respecto de la edición previa:
- AFC: 3 cupos
- CAF: 2 cupos
- Concacaf: 3 cupos
- Conmebol: 2 cupos
- OFC: 1 cupo
- UEFA: 4 cupos

En cursiva los equipos debutantes.
| Confederación | Confederación | Confederación | Confederación | Confederación | Confederación |
| ------------- | ------------- | ------------- | ------------- | ------------- | ------------- |
| AFC           | CAF           | Concacaf      | Conmebol      | OFC           | UEFA          |

| Equipos participantes | Equipos participantes | Equipos participantes | Equipos participantes |
| --------------------- | --------------------- | --------------------- | --------------------- |
| Alemania              | Corea del Norte       | Ghana                 | Nigeria               |
| Brasil                | Corea del Sur         | Inglaterra            | Nueva Zelanda         |
| Colombia              | Estados Unidos        | Japón                 | Suecia                |
| Costa Rica            | Francia               | México                | Suiza                 |

### Sorteo

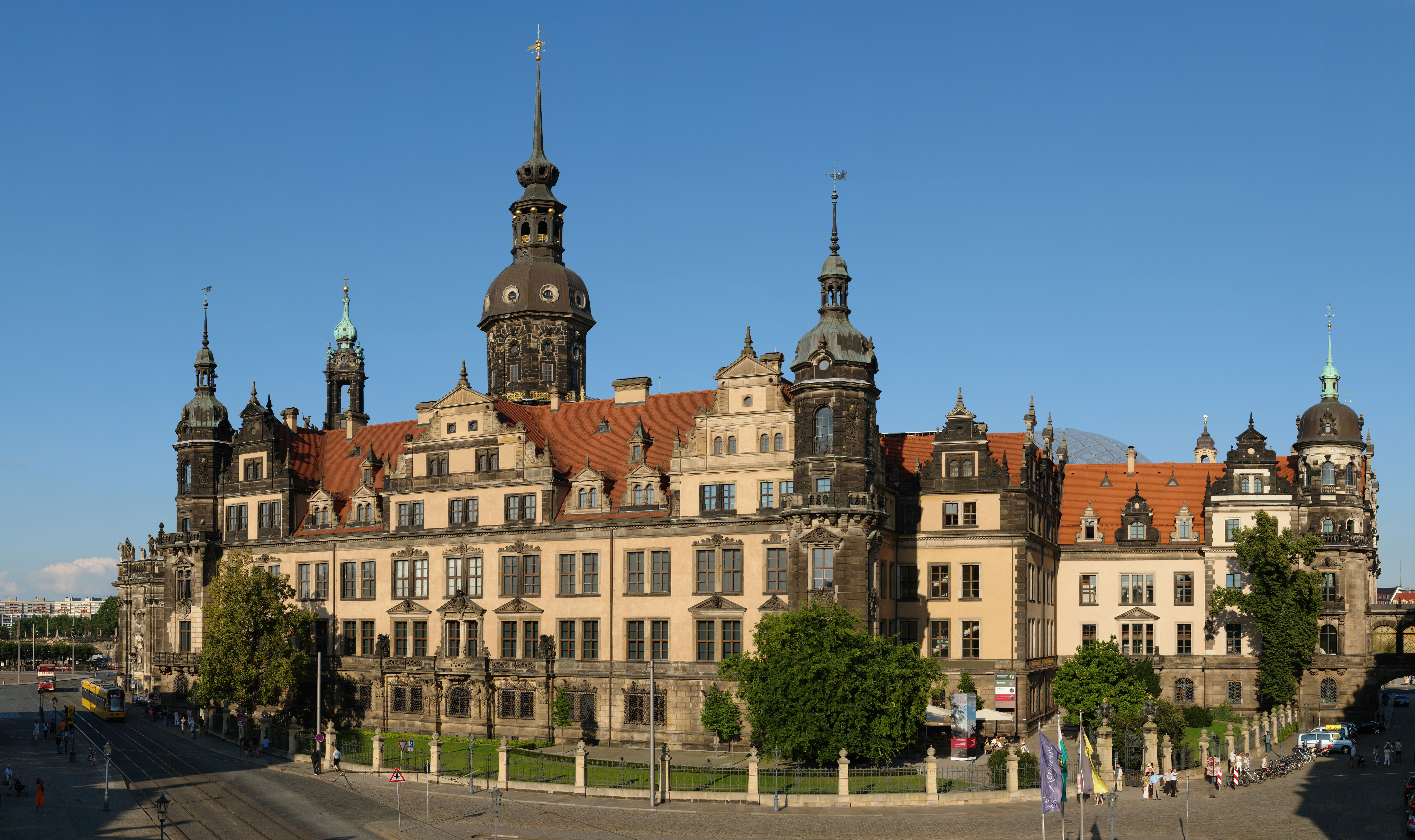
Palacio de Dresde

El 22 de abril de 2010 en el Palacio de Dresde se realizó el sorteo de la competición, quedando definidos los cuatro grupos del torneo. Fue dirigido por Tatjana Haenni, Directora del Departamento de Competiciones Femeninas de la FIFA, que fue acompañada en la presentación por seis célebres futbolistas femeninas: Yuki Nagasato, Carol Carioca, Adjoa Bayor, Alexandra Krieger, Marie-Louise Bagehorn y Dzsenifer Marozsan.
La Comisión Organizadora determinó que los seis equipos cabezas de serie sean Alemania (país organizador), Estados Unidos (vigente campeón), Brasil y Japón. Los bombos restantes fueron conformados de acuerdo a factores deportivos y geográficos, a discreción de la FIFA. De acuerdo al criterio establecido, no podían incluirse en un mismo grupo dos selecciones de la misma confederación, a excepción de UEFA, que contaría con dos selecciones en el grupo A.
| Bombo 1 Cabezas de serie                                              | Bombo 2 AFC, Concacaf                           | Bombo 3 CAF, Conmebol, OFC           | Bombo 4 UEFA                    |
| --------------------------------------------------------------------- | ----------------------------------------------- | ------------------------------------ | ------------------------------- |
| Alemania (anfitrión, asignado al grupo A) Brasil Estados Unidos Japón | Corea del Norte Corea del Sur Costa Rica México | Colombia Ghana Nigeria Nueva Zelanda | Francia Inglaterra Suecia Suiza |

## Desarrollo

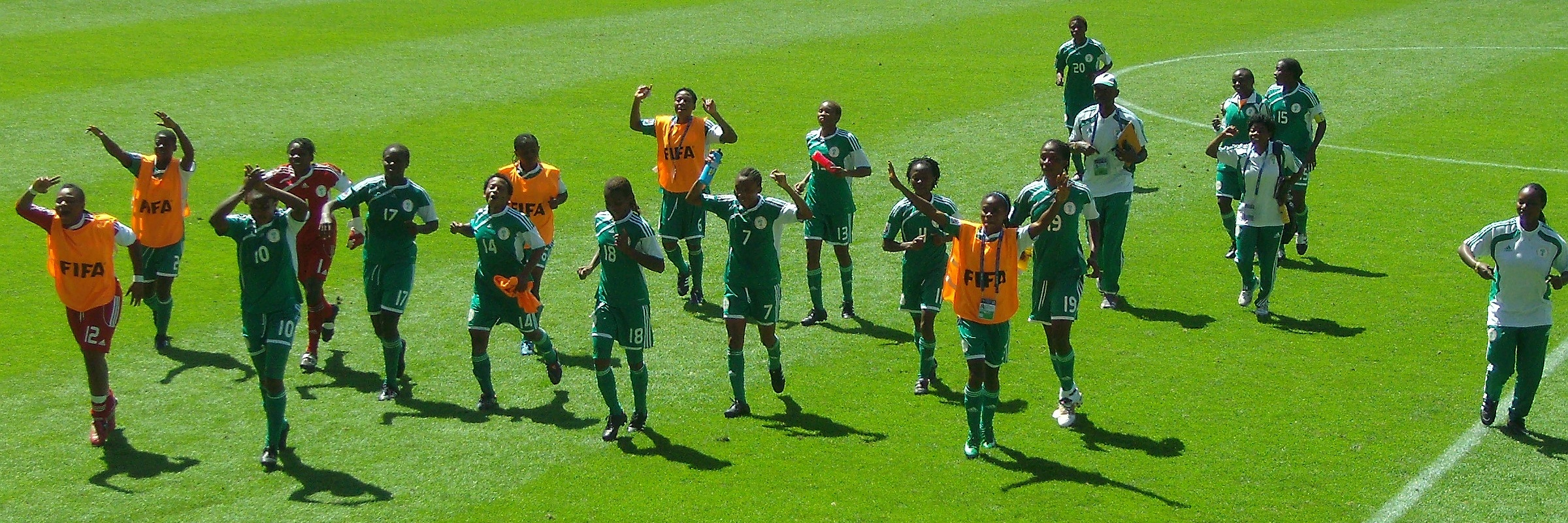
Las Super Falcons festejando el pase a semifinales

El torneo comenzó el 13 de julio de 2010 contó con algunos puntos altos. En primer lugar fue el de mayor asistencia de espectadores en cuanto a mundiales Sub-20. Además, destacó el juego limpio ya que solo se vio 1 tarjeta roja. A pesar de la buena diferencia de gol (3,09) esta no pudo superar la de mundiales anteriores.
En el Grupo A se enfrentaron Alemania y Costa Rica en el partido inaugural, terminando con victoria de los locales por 4 a 2. Quizás, en este grupo la mayor sorpresa fue la clasificación de la debutante Colombia dejando de esta manera fuera a Francia. Costa Rica por su parte no pudo cosechar ninguna unidad pero fue la única selección que le convirtió dos goles a los locales.
En el Grupo B otro debutante, Suecia dejó en segundo lugar a Corea del Norte que venía de ganar el Mundial Sub-17 de Nueva Zelanda dos años atrás. Brasil y Nueva Zelanda no pudieron superar sus expectativas y se fueron del certamen sin pena ni gloria.

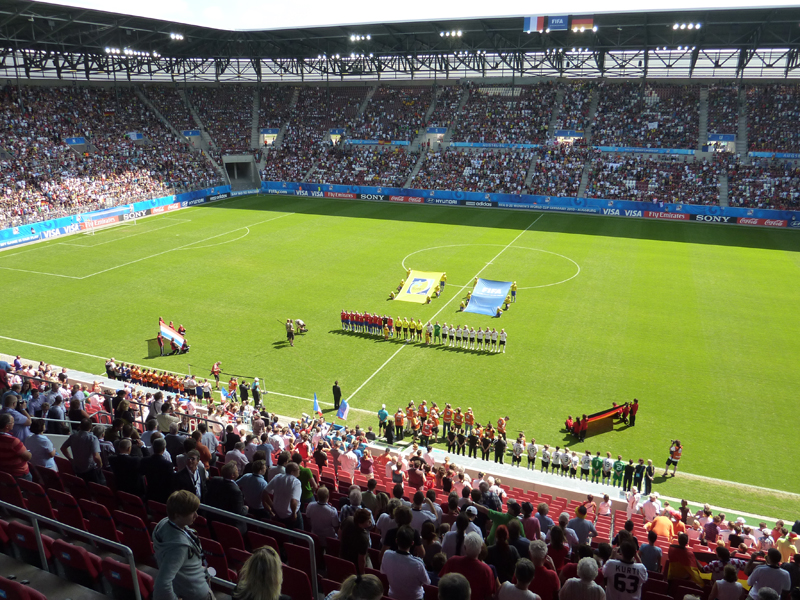
Alemania y Francia se preparan para el partido.

El Grupo C fue sin dudas el más cerrado en cuanto a resultados. Las 4 selecciones llegaron con chances de pasar de ronda en la última fecha y así fue como México y Nigeria sorprendieron y pasaron, dejando en el camino a Japón e Inglaterra que eran las principales candidatas en esta zona antes del comienzo del torneo.
En el Grupo D Estados Unidos comenzó con algunas dudas ya que consiguió solo un empate ante Ghana, pero con el correr de los partidos se pudo consolidar y terminar primera con siete unidades. Corea del Sur logró el segundo puesto y clasificó por sobre una Ghana que mostró un buen juego y causó una aceptable impresión. La otra cara fue Suiza que término última, no solo en el grupo sino en el torneo.
En Cuartos de final en choque de candidatos Alemania venció a Corea del Norte, y en la próxima ronda debía enfrentar a la otra Corea, que triunfo ante México. Colombia en un gran partido derrotó 2 a 0 a Suecia y Nigeria impresionó al mundo futbolístico gracias a su victoria en penales ante la poderosa Estados Unidos.
En el primer partido de semifinales las germanas vapulearon a corea (5:1) y Nigeria venció con lo justo a Colombia. En el partido por el tercer puesto Corea del Sur le ganó a Colombia y alcanzó el podio.
Apenas a los 8’ de juego Popp le empezó a dar el título a Alemania en la final ante Nigeria. Esto fue revalidado en el final del partido cuando Kulig cabeceo y el balón pegó en el palo pero lo pelota ingresó al rebotar en una futbolista nigeriana. De esta manera Alemania consiguió su segundo título y por primera vez en el torneo el anfitrión se alzó con el trofeo.
Sudáfrica 2010 dejó un legado y fueron las Vuvuzelas. En mucha menor cantidad se pudieron apreciar también en Alemania.

## Fase de grupos
- Los horarios corresponden a la hora local en Alemania (UTC+2).

### Grupo A
| Selección  | Pts. | PJ | PG | PE | PP | GF | GC | Dif. |
| ---------- | ---- | -- | -- | -- | -- | -- | -- | ---- |
| Alemania   | 9    | 3  | 3  | 0  | 0  | 11 | 4  | 7    |
| Colombia   | 4    | 3  | 1  | 1  | 1  | 5  | 4  | 1    |
| Francia    | 4    | 3  | 1  | 1  | 1  | 4  | 5  | −1   |
| Costa Rica | 0    | 3  | 0  | 0  | 3  | 2  | 9  | −7   |

| 13 de julio de 2010 | Alemania                               | 4:2 (2:1) | Costa Rica                          | Estadio de la Copa Mundial, Bochum                   |                                                      |
| 11:30 CEST (UTC+2) | Huth 2' · Popp 16', 53' · Hegering 57' | Reporte   | Venegas 45+1' · Alvarado 72' (pen.) | Asistencia: 23 995 espectadores Árbitra: Hong Eun-ah | Asistencia: 23 995 espectadores Árbitra: Hong Eun-ah |
| Costa Rica hizo su debut absoluto en una Copa Mundial Femenina Sub-20; además, Carolina Venegas marcó el primer gol de Costa Rica en Mundiales femeninos Sub-20. |                                        |           |                                     |                                                      |                                                      |

| 13 de julio de 2010 | Colombia    | 1:1 (0:1) | Francia     | Estadio de la Copa Mundial, Bochum                    |                                                       |
| 14:30 CEST (UTC+2) | Andrade 86' | Reporte   | Makanza 16' | Asistencia: 2 500 espectadores Árbitra: Etsuko Fukano | Asistencia: 2 500 espectadores Árbitra: Etsuko Fukano |
| Colombia hizo su debut absoluto en una Copa Mundial Femenina Sub-20; además, Lady Andrade marcó el primer gol de Colombia en Mundiales femeninos Sub-20. |             |           |             |                                                       |                                                       |

| 16 de julio de 2010 | Costa Rica | 0:2 (0:0) | Francia          | Estadio de la Copa Mundial, Bochum                      |                                                         |
| 15:00 CEST (UTC+2)  |            | Reporte   | Makanza 67', 83' | Asistencia: 15 545 espectadores Árbitra: Dagmar Damková | Asistencia: 15 545 espectadores Árbitra: Dagmar Damková |

| 16 de julio de 2010 | Alemania                             | 3:1 (1:0) | Colombia  | Estadio de la Copa Mundial, Bochum                          |                                                             |
| 18:00 CEST (UTC+2)  | Popp 21' · Arnold 50' · Hegering 55' | Reporte   | Ortiz 81' | Asistencia: 15 545 espectadores Árbitra: Carol-Anne Chenard | Asistencia: 15 545 espectadores Árbitra: Carol-Anne Chenard |

| 20 de julio de 2010 | Francia     | 1:4 (0:2) | Alemania                          | Estadio de la Copa Mundial, Augsburgo                        |                                                              |
| 11:30 CEST (UTC+2)  | Crammer 49' | Reporte   | Popp 10', 35', 60' · Marozsán 73' | Asistencia: 26 273 espectadores Árbitra: Alexandra Ihringova | Asistencia: 26 273 espectadores Árbitra: Alexandra Ihringova |

| 20 de julio de 2010 | Costa Rica | 0:3 (0:2) | Colombia                                  | Estadio Rudolf Harbig, Dresde                               |                                                             |
| 11:30 CEST (UTC+2) |            | Reporte   | D. Montoya 24', 40' · Rincón 90+3' (pen.) | Asistencia: 12 863 espectadores Árbitra: Cristina Dorcioman | Asistencia: 12 863 espectadores Árbitra: Cristina Dorcioman |
| Primera victoria de Colombia en una Copa Mundial Femenina Sub-20; además, es su primera clasificación a una segunda fase de un Mundial femenino Sub-20. |            |           |                                           |                                                             |                                                             |

### Grupo B

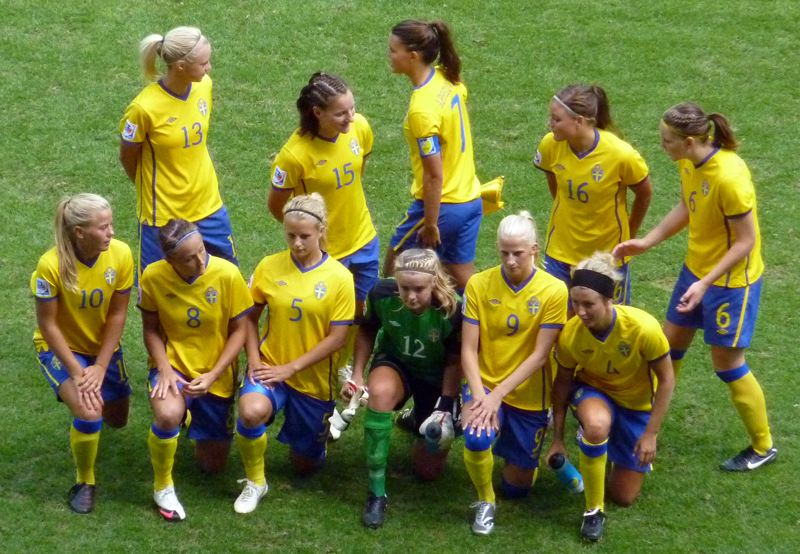
Las futbolistas de Suecia formando para la foto oficial, previo al partido contra Corea del Norte.

| Selección       | Pts. | PJ | PG | PE | PP | GF | GC | Dif. |
| --------------- | ---- | -- | -- | -- | -- | -- | -- | ---- |
| Suecia          | 7    | 3  | 2  | 1  | 0  | 6  | 4  | 2    |
| Corea del Norte | 6    | 3  | 2  | 0  | 1  | 5  | 4  | 1    |
| Brasil          | 4    | 3  | 1  | 1  | 1  | 5  | 3  | 2    |
| Nueva Zelanda   | 0    | 3  | 0  | 0  | 3  | 3  | 8  | −5   |

| 13 de julio de 2010 | Brasil | 0:1 (0:0) | Corea del Norte | Estadio de la Copa Mundial, Bielefeld                       |                                                             |
| 11:30 CEST (UTC+2)  |        | Reporte   | U. B. Ho 69'    | Asistencia: 10 065 espectadores Árbitra: Alexandra Iringova | Asistencia: 10 065 espectadores Árbitra: Alexandra Iringova |

| 13 de julio de 2010 | Suecia             | 2:1 (0:1) | Nueva Zelanda | Estadio de la Copa Mundial, Bielefeld                       |                                                             |
| 14:30 CEST (UTC+2) | Göransson 56', 67' | Reporte   | Wilkinson 33' | Asistencia: 10 065 espectadores Árbitra: Carol-Anne Chenard | Asistencia: 10 065 espectadores Árbitra: Carol-Anne Chenard |
| Suecia hizo su debut absoluto en una Copa Mundial Femenina Sub-20; además, Antonia Göransson marcó los dos primeros goles de Suecia en Mundiales femeninos Sub-20. Primera victoria de Suecia en una Copa Mundial Femenina Sub-20. |                    |           |               |                                                             |                                                             |

| 16 de julio de 2010 | Brasil              | 1:1 (0:1) | Suecia        | Estadio de la Copa Mundial, Bielefeld               |                                                     |
| 15:00 CEST (UTC+2)  | Rafaelle 53' (pen.) | Reporte   | Göransson 36' | Asistencia: 6 630 espectadores Árbitra: Hong Eun-ah | Asistencia: 6 630 espectadores Árbitra: Hong Eun-ah |

| 16 de julio de 2010 | Corea del Norte                      | 2:1 (1:0) | Nueva Zelanda | Estadio de la Copa Mundial, Bielefeld               |                                                     |
| 18:00 CEST (UTC+2)  | H. H. Yun 12' · U. H. Kim 65' (pen.) | Reporte   | Armstrong 90' | Asistencia: 6 630 espectadores Árbitra: Mercy Tagoe | Asistencia: 6 630 espectadores Árbitra: Mercy Tagoe |

| 20 de julio de 2010 | Nueva Zelanda | 1:4 (0:1) | Brasil                                   | Estadio Rudolf Harbig, Dresde                           |                                                         |
| 14:30 CEST (UTC+2)  | White 89'     | Reporte   | Ludmila 25' · Leah 59' · Débora 87', 90' | Asistencia: 12 863 espectadores Árbitra: Dagmar Damková | Asistencia: 12 863 espectadores Árbitra: Dagmar Damková |

| 20 de julio de 2010                                                                     | Corea del Norte               | 2:3 (1:1) | Suecia                                                | Estadio de la Copa Mundial, Augsburgo                       |                                                             |
| 14:30 CEST (UTC+2)                                                                      | M. G. Kim 26' · M. H. Jon 62' | Reporte   | Jakobsson 43' · Göransson 52' · U. H. Hyon 75' (a.g.) | Asistencia: 26 273 espectadores Árbitra: Carol-Anne Chenard | Asistencia: 26 273 espectadores Árbitra: Carol-Anne Chenard |
| Primera clasificación de Suecia a una segunda fase de una Copa Mundial Femenina Sub-20. |                               |           |                                                       |                                                             |                                                             |

### Grupo C

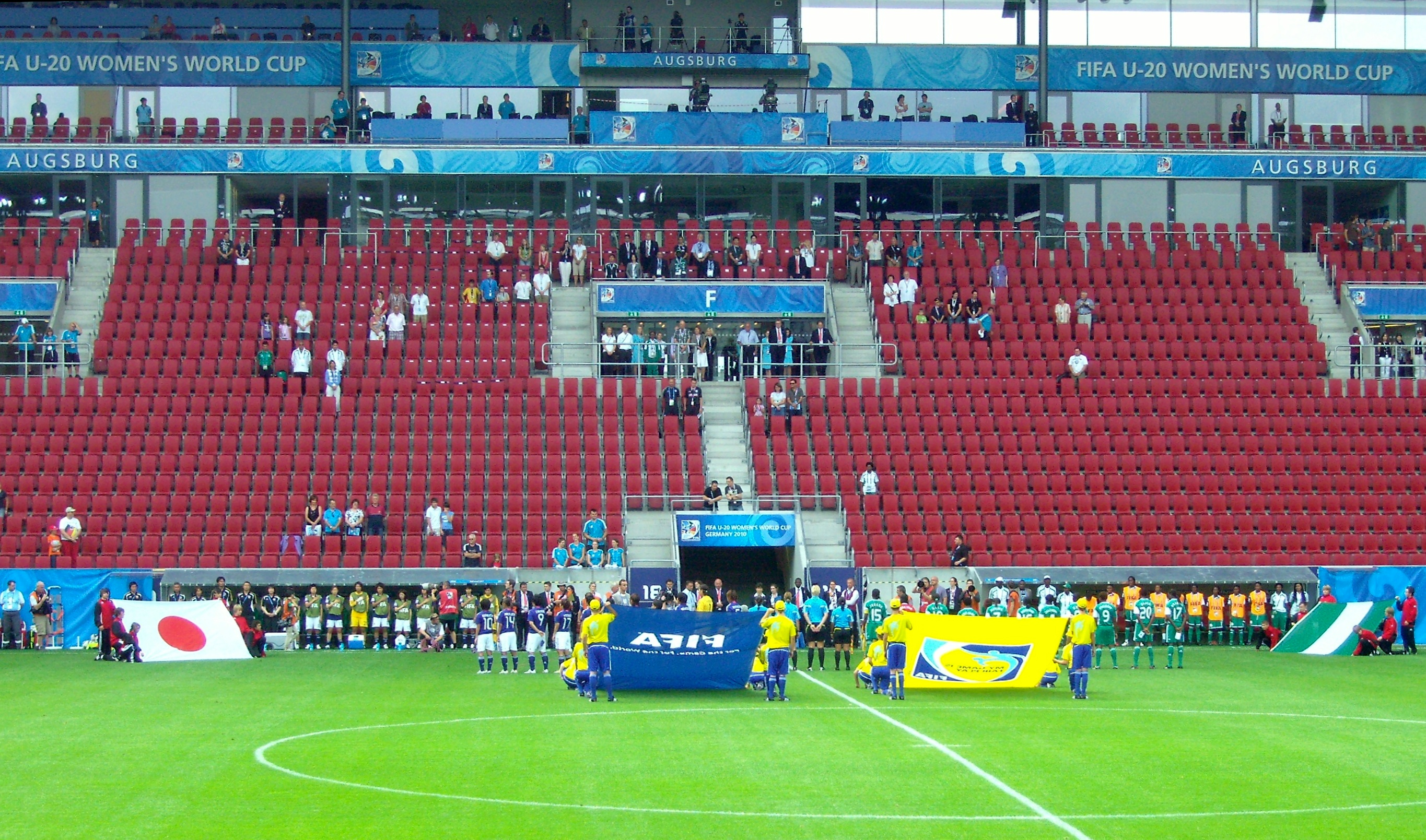
Ceremonia de himnos en Nigeria contra Japón.

| Selección  | Pts. | PJ | PG | PE | PP | GF | GC | Dif. |
| ---------- | ---- | -- | -- | -- | -- | -- | -- | ---- |
| México     | 5    | 3  | 1  | 2  | 0  | 5  | 4  | 1    |
| Nigeria    | 5    | 3  | 1  | 2  | 0  | 4  | 3  | 1    |
| Japón      | 4    | 3  | 1  | 1  | 1  | 7  | 6  | 1    |
| Inglaterra | 1    | 3  | 0  | 1  | 2  | 2  | 5  | −3   |

| 14 de julio de 2010 | Inglaterra | 1:1 (1:0) | Nigeria        | Estadio de la Copa Mundial, Augsburgo                   |                                                         |
| 11:30 CEST (UTC+2)  | Harrop 45' | Reporte   | Oparanozie 59' | Asistencia: 2 400 espectadores Árbitra: Jenny Palmqvist | Asistencia: 2 400 espectadores Árbitra: Jenny Palmqvist |

| 14 de julio de 2010 | México                                   | 3:3 (3:1) | Japón                                          | Estadio de la Copa Mundial, Augsburgo                     |                                                           |
| 14:30 CEST (UTC+2)  | Cuéllar 31' · Corral 41' · N. Rangel 45' | Reporte   | Takase 19' · Cuéllar 64' (a.g.) · Iwabuchi 88' | Asistencia: 2 400 espectadores Árbitra: Bibiana Steinhaus | Asistencia: 2 400 espectadores Árbitra: Bibiana Steinhaus |

| 17 de julio de 2010 | Nigeria                       | 2:1 (2:0) | Japón        | Estadio de la Copa Mundial, Augsburgo                      |                                                            |
| 15:00 CEST (UTC+2)  | Okoronkwo 6' · Oparanozie 17' | Reporte   | Iwabuchi 62' | Asistencia: 3 100 espectadores Árbitra: Cristina Dorcioman | Asistencia: 3 100 espectadores Árbitra: Cristina Dorcioman |

| 17 de julio de 2010 | Inglaterra | 0:1 (0:0) | México      | Estadio de la Copa Mundial, Augsburgo                |                                                      |
| 18:00 CEST (UTC+2)  |            | Reporte   | Cuéllar 62' | Asistencia: 3 100 espectadores Árbitra: Silvia Reyes | Asistencia: 3 100 espectadores Árbitra: Silvia Reyes |

| 21 de julio de 2010 | Japón                             | 3:1 (1:0) | Inglaterra        | Estadio de la Copa Mundial, Bielefeld               |                                                     |
| 15:00 CEST (UTC+2)  | Nakajima 20' · Kishikawa 74', 78' | Reporte   | Duggan 83' (pen.) | Asistencia: 5 420 espectadores Árbitra: Mercy Tagoe | Asistencia: 5 420 espectadores Árbitra: Mercy Tagoe |

| 21 de julio de 2010                                                                     | Nigeria  | 1:1 (1:0) | México           | Estadio de la Copa Mundial, Bochum                         |                                                            |
| 15:00 CEST (UTC+2)                                                                      | Orji 16' | Reporte   | Garciamendez 77' | Asistencia: 2 450 espectadores Árbitra: Christina Pedersen | Asistencia: 2 450 espectadores Árbitra: Christina Pedersen |
| Primera clasificación de México a una segunda fase de una Copa Mundial Femenina Sub-20. |          |           |                  |                                                            |                                                            |

### Grupo D
| Selección      | Pts. | PJ | PG | PE | PP | GF | GC | Dif. |
| -------------- | ---- | -- | -- | -- | -- | -- | -- | ---- |
| Estados Unidos | 7    | 3  | 2  | 1  | 0  | 7  | 1  | 6    |
| Corea del Sur  | 6    | 3  | 2  | 0  | 1  | 8  | 3  | 5    |
| Ghana          | 4    | 3  | 1  | 1  | 1  | 5  | 5  | 0    |
| Suiza          | 0    | 3  | 0  | 0  | 3  | 0  | 11 | −11  |

| 14 de julio de 2010 | Suiza | 0:4 (0:2) | Corea del Sur                          | Estadio Rudolf Harbig, Dresde                        |                                                      |
| 15:00 CEST (UTC+2)  |       | Reporte   | S. Y. Ji 34', 52', 64' · H. Y. Lee 42' | Asistencia: 9 430 espectadores Árbitra: Silvia Reyes | Asistencia: 9 430 espectadores Árbitra: Silvia Reyes |

| 14 de julio de 2010 | Estados Unidos | 1:1 (0:1) | Ghana     | Estadio Rudolf Harbig, Dresde                          |                                                        |
| 18:00 CEST (UTC+2) | Leroux 70'     | Reporte   | Cudjoe 7' | Asistencia: 9 430 espectadores Árbitra: Dagmar Damková | Asistencia: 9 430 espectadores Árbitra: Dagmar Damková |
| Ghana hizo su debut absoluto en una Copa Mundial Femenina Sub-20; además, Elizabeth Cudjoe marcó el primer gol de Ghana en Mundiales femeninos Sub-20. |                |           |           |                                                        |                                                        |

| 17 de julio de 2010                                                                            | Ghana                    | 2:4 (1:1) | Corea del Sur                                     | Estadio Rudolf Harbig, Dresde                               |                                                             |
| 15:00 CEST (UTC+2)                                                                             | Afriyie 28' · Cudjoe 56' | Reporte   | S. Y. Ji 41', 87' · N. R. Kim 62' · J. Y. Kim 70' | Asistencia: 17 234 espectadores Árbitra: Christina Pedersen | Asistencia: 17 234 espectadores Árbitra: Christina Pedersen |
| Primera clasificación de Corea del Sur a una segunda fase de una Copa Mundial Femenina Sub-20. |                          |           |                                                   |                                                             |                                                             |

| 17 de julio de 2010 | Estados Unidos                                    | 5:0 (3:0) | Suiza | Estadio Rudolf Harbig, Dresde                          |                                                        |
| 18:00 CEST (UTC+2)  | K. Mewis 4' · Leroux 23', 52', 76' · Bywaters 25' | Reporte   |       | Asistencia: 17 234 espectadores Árbitra: Etsuko Fukano | Asistencia: 17 234 espectadores Árbitra: Etsuko Fukano |

| 21 de julio de 2010 | Corea del Sur | 0:1 (0:1) | Estados Unidos | Estadio de la Copa Mundial, Bielefeld                     |                                                           |
| 18:00 CEST (UTC+2)  |               | Reporte   | Leroux 21'     | Asistencia: 5 420 espectadores Árbitra: Bibiana Steinhaus | Asistencia: 5 420 espectadores Árbitra: Bibiana Steinhaus |

| 21 de julio de 2010                                            | Ghana                 | 2:0 (2:0) | Suiza | Estadio de la Copa Mundial, Bochum                         |                                                            |
| 18:00 CEST (UTC+2)                                             | Addo 31' · Cudjoe 42' | Reporte   |       | Asistencia: 2 450 espectadores Árbitra: Florence Guillemin | Asistencia: 2 450 espectadores Árbitra: Florence Guillemin |
| Primera victoria de Ghana en una Copa Mundial Femenina Sub-20. |                       |           |       |                                                            |                                                            |

## Fase de eliminatorias

### Cuadro de desarrollo
|  | Cuartos de final        | Cuartos de final        |                         |       | Semifinales                  | Semifinales                  |  |  | Final | Final |
|  |                         |                         |                         |       |                              |                              |  |  |       |       |
|  | 24 de julio – Bochum    |                         |                         |       |                              |                              |  |  |       |       |
|  |                         |                         |                         |       |                              |                              |  |  |       |       |
|  | Alemania                | 2                       |                         |       |                              |                              |  |  |       |       |
|  | Alemania                | 2                       | 29 de julio – Bochum    |       |                              |                              |  |  |       |       |
|  | Corea del Norte         | 0                       |                         |       |                              |                              |  |  |       |       |
|  | Corea del Norte         | 0                       | Alemania                | 5     |                              |                              |  |  |       |       |
|  | 25 de julio – Dresde    |                         | Alemania                | 5     |                              |                              |  |  |       |       |
|  |                         | Corea del Sur           | 1                       |       |                              |                              |  |  |       |       |
|  | México                  | Corea del Sur           | 1                       | 1     |                              |                              |  |  |       |       |
|  | México                  |                         | 1 de agosto – Bielefeld | 1     |                              |                              |  |  |       |       |
|  | Corea del Sur           | 3                       |                         |       |                              |                              |  |  |       |       |
|  | Corea del Sur           | 3                       | Alemania                | 2     |                              |                              |  |  |       |       |
|  | 24 de julio – Bielefeld |                         | Alemania                | 2     |                              |                              |  |  |       |       |
|  |                         | Nigeria                 | 0                       |       |                              |                              |  |  |       |       |
|  | Suecia                  | Nigeria                 | 0                       | 0     |                              |                              |  |  |       |       |
|  | Suecia                  | 29 de julio – Bielefeld |                         | 0     |                              |                              |  |  |       |       |
|  | Colombia                | 2                       |                         |       |                              |                              |  |  |       |       |
|  | Colombia                | 2                       | Colombia                | 0     |                              |                              |  |  |       |       |
|  | 25 de julio – Augsburgo |                         | Colombia                | 0     |                              |                              |  |  |       |       |
|  |                         | Nigeria                 | 1                       |       | Partido por el tercer puesto | Partido por el tercer puesto |  |  |       |       |
|  | Estados Unidos          | Nigeria                 | 1                       | 1 (2) | Partido por el tercer puesto | Partido por el tercer puesto |  |  |       |       |
|  | Estados Unidos          |                         | 1 de agosto – Bielefeld | 1 (2) |                              |                              |  |  |       |       |
|  | Nigeria (p.)            | 1 (4)                   |                         |       |                              |                              |  |  |       |       |
|  | Nigeria (p.)            | 1 (4)                   | Corea del Sur           | 1     |                              |                              |  |  |       |       |
|  |                         |                         |                         |       |                              |                              |  |  |       |       |
|  | Colombia                | 0                       |                         |       |                              |                              |  |  |       |       |
|  | Colombia                | 0                       |                         |       |                              |                              |  |  |       |       |

### Cuartos de final
| 24 de julio de 2010                                                                      | Suecia | 0:2 (0:2) | Colombia               | Estadio de la Copa Mundial, Bochum                  |                                                     |
| 11:30 CEST (UTC+2)                                                                       |        | Reporte   | Rincón 11' · Ariza 22' | Asistencia: 4 735 espectadores Árbitra: Hong Eun-ah | Asistencia: 4 735 espectadores Árbitra: Hong Eun-ah |
| Primera clasificación de Colombia a las semifinales de una Copa Mundial Femenina Sub-20. |        |           |                        |                                                     |                                                     |

| 24 de julio de 2010 | Alemania              | 2:0 (1:0) | Corea del Norte | Estadio de la Copa Mundial, Bielefeld                 |                                                       |
| 18:00 CEST (UTC+2)  | Popp 43' · Arnold 69' | Reporte   |                 | Asistencia: 16 946 espectadores Árbitra: Silvia Reyes | Asistencia: 16 946 espectadores Árbitra: Silvia Reyes |

| 25 de julio de 2010                                                                     | Estados Unidos                      | 1:1 (1:1, 1:0) (t.s.) (2:4 p.) | Nigeria                               | Estadio de la Copa Mundial, Augsburgo                        |                                                              |
| 11:30 CEST (UTC+2)                                                                      | Brooks 9'                           | Reporte                        | Ukaonu 79'                            | Asistencia: 7 135 espectadores Árbitra: Alexsandra Ihringova | Asistencia: 7 135 espectadores Árbitra: Alexsandra Ihringova |
|                                                                                         |                                     | Tiros desde el punto penal     |                                       |                                                              |                                                              |
|                                                                                         | Nairn · Pathman · K. Mewis · Leroux |                                | Jegede · Ukaonu · Sunday · Oparanozie |                                                              |                                                              |
| Primera clasificación de Nigeria a las semifinales de una Copa Mundial Femenina Sub-20. |                                     |                                |                                       |                                                              |                                                              |

| 25 de julio de 2010 | México          | 1:3 (0:2) | Corea del Sur                     | Estadio Rudolf Harbig, Dresde                           |                                                         |
| 18:30 CEST (UTC+2) | Gómez-Junco 83' | Reporte   | H. Y. Lee 14', 67' · S. Y. Ji 28' | Asistencia: 21 146 espectadores Árbitra: Dagmar Damková | Asistencia: 21 146 espectadores Árbitra: Dagmar Damková |
| Lee Hyun-young anotó el gol 500 en la historia de la Copa Mundial Femenina Sub-20. Primera clasificación de Corea del Sur a las semifinales de una Copa Mundial Femenina Sub-20. |                 |           |                                   |                                                         |                                                         |

### Semifinales
| 29 de julio de 2010                                               | Alemania                                         | 5:1 (2:0) | Corea del Sur | Estadio de la Copa Mundial, Bochum                    |                                                       |
| 15:30 CEST (UTC+2)                                                | Huth 13' · Kulig 26', 53' · Popp 50', 67' (pen.) | Reporte   | S. Y. Ji 64'  | Asistencia: 18 217 espectadores Árbitra: Silvia Reyes | Asistencia: 18 217 espectadores Árbitra: Silvia Reyes |
| Peor derrota de Corea del Sur en la Copa Mundial Femenina Sub-20. |                                                  |           |               |                                                       |                                                       |

| 29 de julio de 2010                                                              | Colombia | 0:1 (0:1) | Nigeria | Estadio de la Copa Mundial, Bielefeld                      |                                                            |
| 18:30 CEST (UTC+2)                                                               |          | Reporte   | Orji 2' | Asistencia: 7 040 espectadores Árbitra: Christina Pedersen | Asistencia: 7 040 espectadores Árbitra: Christina Pedersen |
| Primera clasificación de Nigeria a la final de una Copa Mundial Femenina Sub-20. |          |           |         |                                                            |                                                            |

### Tercer puesto
| 1 de agosto de 2010 | Corea del Sur | 1:0 (0:0) | Colombia | Estadio de la Copa Mundial, Bielefeld                      |                                                            |
| 12:00 CEST (UTC+2)  | S. Y. Ji 49'  | Reporte   |          | Asistencia: 24 633 espectadores Árbitra: Bibiana Steinhaus | Asistencia: 24 633 espectadores Árbitra: Bibiana Steinhaus |

### Final
| 1 de agosto de 2010 | Alemania                     | 2:0 (1:0) | Nigeria | Estadio de la Copa Mundial, Bielefeld                       |                                                             |
| 15:00 CEST (UTC+2) | Popp 8' · Ohale 90+2' (a.g.) | Reporte   |         | Asistencia: 24 633 espectadores Árbitra: Carol-Anne Chenard | Asistencia: 24 633 espectadores Árbitra: Carol-Anne Chenard |
| Primera final de una Copa Mundial Femenina en cualquiera de sus categorías que es disputada por una selección africana. El autogol de Osinachi Ohale es el primero en una final de una Copa Mundial Femenina Sub-20. Alemania es la primera anfitriona en ganar el certamen. |                              |           |         |                                                             |                                                             |

|                             |
| Bandera de Alemania         |
| Campeón Alemania 2.º título |

## Estadísticas

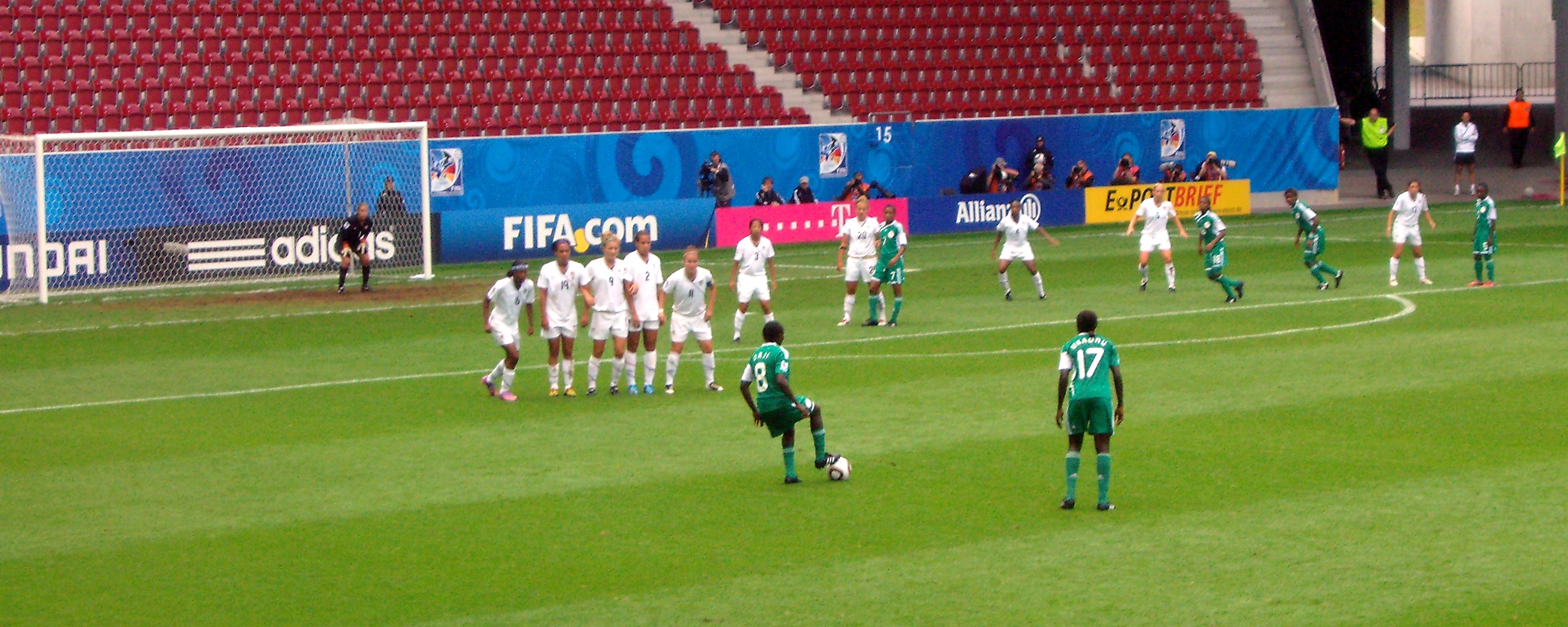
Helen Okaonu (17) a segundos de marcar su gol frente a Estados Unidos.

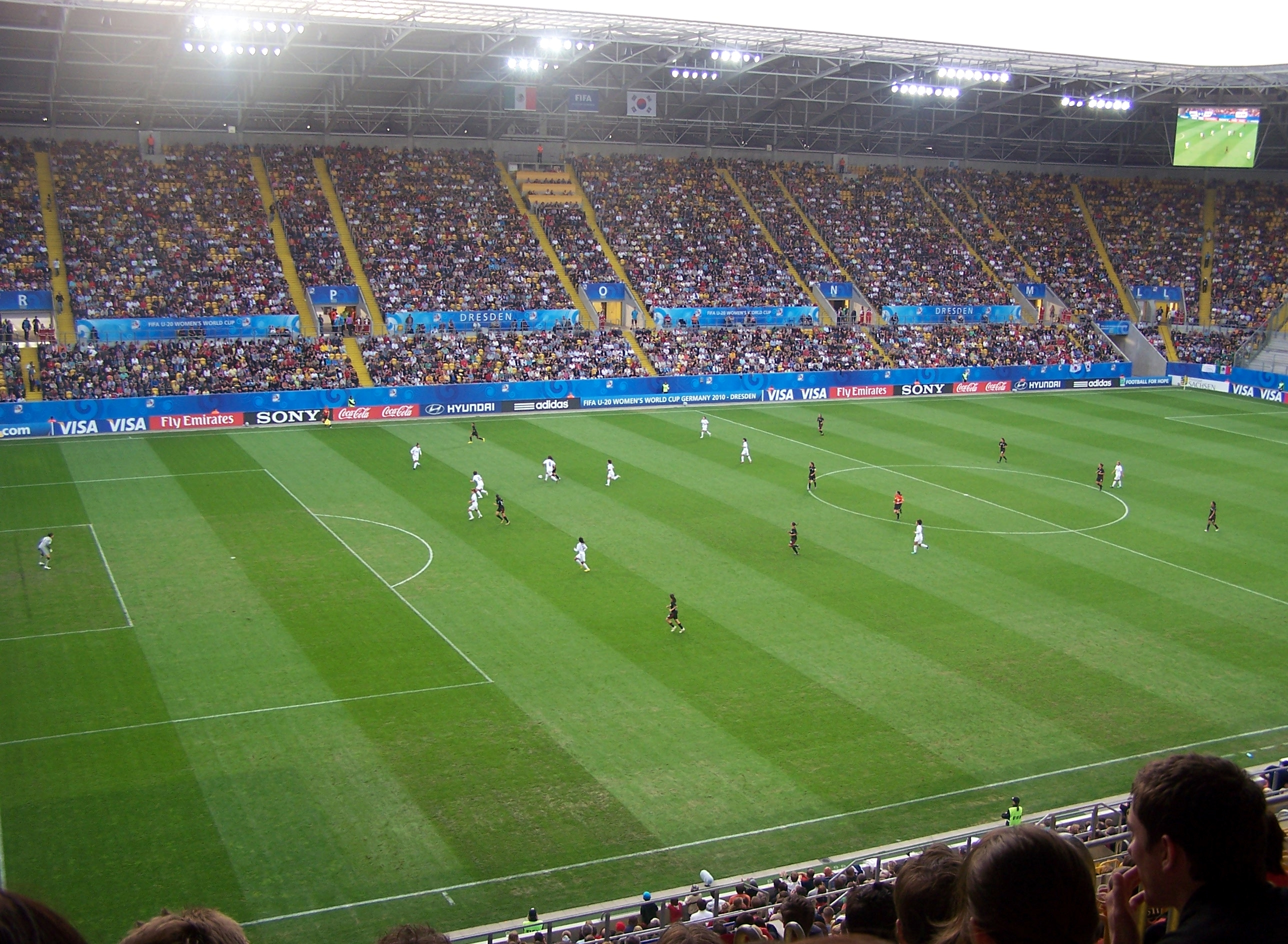
Escena de Corea del Sur frente a México. El partido terminaría a favor del combinado asiático por 3:1.

| Equipo | Equipo          | Pts | PJ | PG | PE | PP | GF | GC | Dif |
| ------ | --------------- | --- | -- | -- | -- | -- | -- | -- | --- |
| 1      | Alemania        | 18  | 6  | 6  | 0  | 0  | 20 | 5  | 15  |
| 2      | Nigeria         | 9   | 6  | 2  | 3  | 1  | 6  | 6  | 0   |
| 3      | Corea del Sur   | 12  | 6  | 4  | 0  | 2  | 13 | 9  | 4   |
| 4      | Colombia        | 7   | 6  | 2  | 1  | 3  | 7  | 6  | 1   |
| 5      | Estados Unidos  | 8   | 4  | 2  | 2  | 0  | 8  | 2  | 6   |
| 6      | Suecia          | 7   | 4  | 2  | 1  | 1  | 6  | 6  | 0   |
| 7      | Corea del Norte | 6   | 4  | 2  | 0  | 2  | 5  | 6  | -1  |
| 8      | México          | 5   | 4  | 1  | 2  | 1  | 6  | 7  | -1  |
| 9      | Brasil          | 4   | 3  | 1  | 1  | 1  | 5  | 3  | 2   |
| 10     | Japón           | 4   | 3  | 1  | 1  | 1  | 7  | 6  | 1   |
| 11     | Ghana           | 4   | 3  | 1  | 1  | 1  | 5  | 5  | 0   |
| 12     | Francia         | 4   | 3  | 1  | 1  | 1  | 4  | 5  | -1  |
| 13     | Inglaterra      | 1   | 3  | 0  | 1  | 2  | 2  | 5  | -3  |
| 14     | Nueva Zelanda   | 0   | 3  | 0  | 0  | 3  | 3  | 8  | -5  |
| 15     | Costa Rica      | 0   | 3  | 0  | 0  | 3  | 2  | 9  | -7  |
| 16     | Suiza           | 0   | 3  | 0  | 0  | 3  | 0  | 11 | -11 |

## Premios y reconocimientos

### Bota de oro
Para la designación del ganador de la Bota de oro, se toman en cuenta en primera instancia los goles a favor (GF), en caso de proseguir el empate la cantidad de asistencias (AST) y finalmente la menor cantidad de minutos jugados (MIN).
En esta edición Alexandra Popp con 10 goles a favor fue la ganadora de la Bota de oro. En segundo lugar quedó Ji So-Yun con 8 goles y en tercero Sydney Leroux que convirtió 5 tantos.

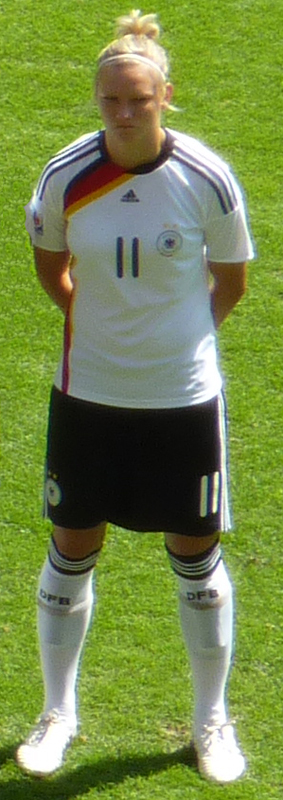
Alexandra Popp ganadora de los dos premios individuales.

| Premio          |                 | Jugadora       | Selección      |
| --------------- | --------------- | -------------- | -------------- |
| Balón de Oro    | Balón de Oro    | Alexandra Popp | Alemania       |
| Balón de Plata  | Balón de Plata  | Ji So-Yun      | Corea del Sur  |
| Balón de Bronce | Balón de Bronce | Sydney Leroux  | Estados Unidos |

### Balón de oro
El día 28 de julio se dio a conocer una lista de 10 nombres como candidatas al Balón de oro siendo elegidas por el Grupo de Estudios Técnicos de la FIFA.

| Jugador           | Selección       | Votos  |
| ----------------- | --------------- | ------ |
| Alexandra Popp    | Alemania        | 50,79% |
| Ji So-Yun         | Corea del Sur   | 14,66% |
| Kim Kulig         | Alemania        | 9,16%  |
| Lady Andrade      | Colombia        |        |
| Choe Un-Ju        | Corea del Norte |        |
| Antonia Goransson | Suecia          |        |
| Mana Iwabuchi     | Japón           |        |
| Kim Narae         | Corea del Sur   |        |
| Sydney Leroux     | Estados Unidos  |        |
| Ebere Orji        | Nigeria         |        |

### Guante de Oro
|               | Premio        | Jugadora         | Selección      |
| ------------- | ------------- | ---------------- | -------------- |
| Guante de Oro | Guante de Oro | Bianca Henninger | Estados Unidos |

### Juego limpio
| Premio                            | Selección     |
| Premio al Juego Limpio de la FIFA | Corea del Sur |
| --------------------------------- | ------------- |

### Gol del torneo
| Jugador         | Selección      | Rival           | Minuto | Resultado parcial | Resultado final |
| --------------- | -------------- | --------------- | ------ | ----------------- | --------------- |
| Yoreli Rincón   | Colombia       | Suecia          | 11'    | 1:0               | 2:0             |
| Kim Narae       | Corea del Sur  | Ghana           | 62'    | 2:2               | 4:2             |
| Ji So-Yun       | Corea del Sur  | México          | 28'    | 2:0               | 3:1             |
| Helen Okauno    | Nigeria        | Estados Unidos  | 79'    | 1:1               | 1:1             |
| Sylvia Arnold   | Alemania       | Corea del Norte | 69'    | 2:0               | 2:0             |
| Alexandra Popp  | Alemania       | Nigeria         | 8'     | 1:0               | 2:0             |
| Marina Makanza  | Francia        | Costa Rica      | 67'    | 1:0               | 2:0             |
| Sydney Leroux   | Estados Unidos | Suiza           | 76'    | 4:0               | 5:0             |
| Sofia Jakobsson | Suecia         | Corea del Norte | 43'    | 1:1               | 3:2             |
| Débora          | Brasil         | Nueva Zelanda   | 87'    | 3:0               | 4:1             |

## Símbolos

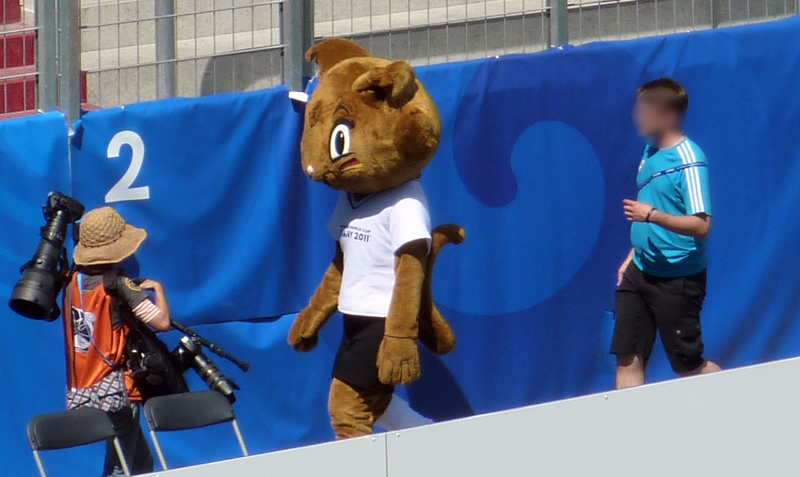
Karla Kick en uno de los estadios.

Karla Kick fue la mascota oficial de la Copa Mundial Femenina de Fútbol Sub-20. Presentada el 13 de julio de 2010, en Bochum antes del partido inaugural entre Alemania y Costa Rica, también será la mascota oficial de la Copa Mundial Femenina de Fútbol de 2011.
Nació en Alemania en 1995, el mismo año en que la Selección jugó por primera vez una final de la Copa Mundial Femenina. Como toda gata Karla Kick es curiosa y aunque no sabe hablar, podrá comunicarse con el público de una forma no verbal.
La mascota encarna las virtudes alemanas como son la rigurosidad y la disciplina pero también es aventurera, espontánea, llena de vitalidad, cariñosa con los niños y muy juguetona.